# Lotto

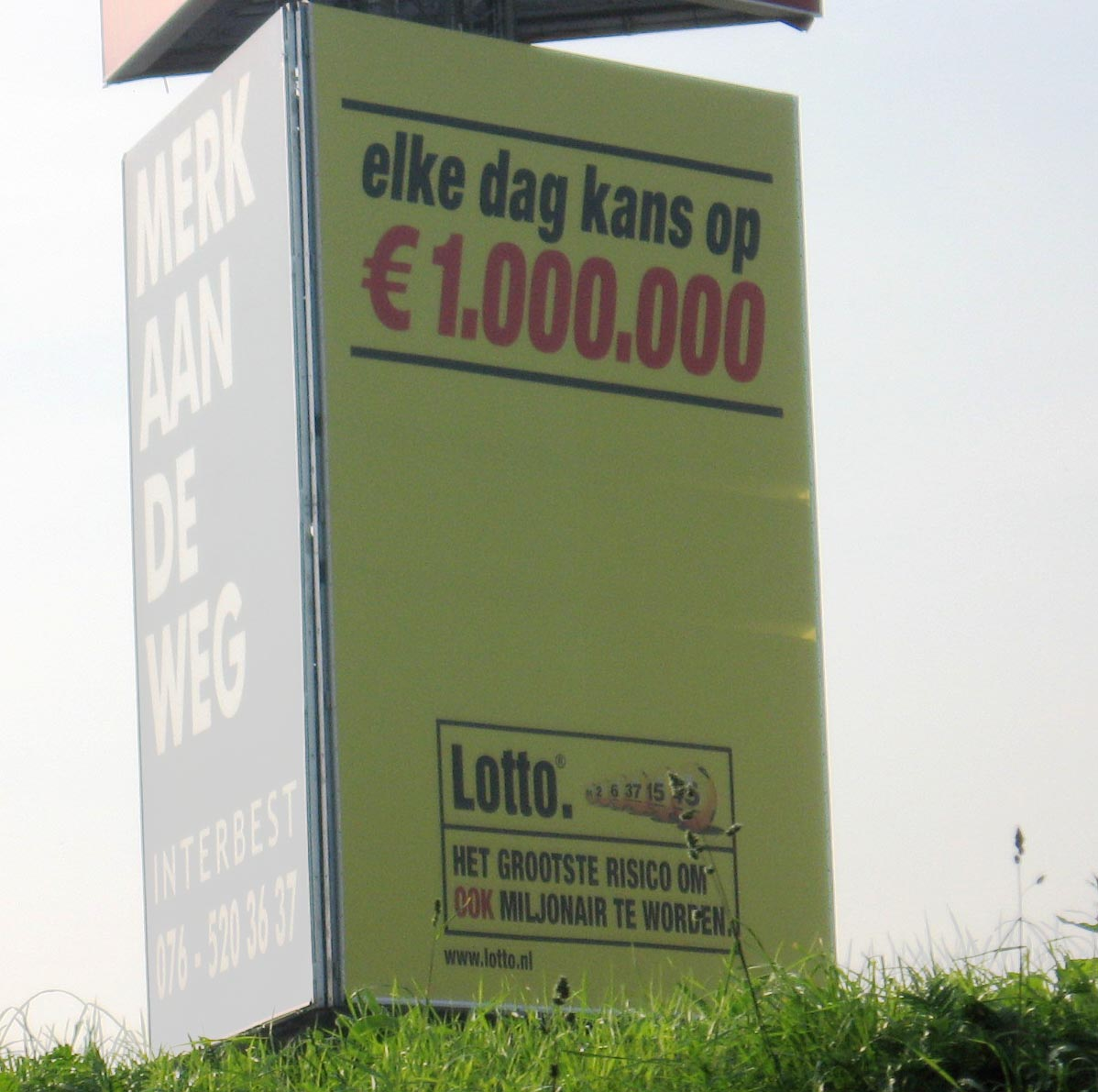
Reclamebord voor de Lotto in Nederland

De lotto is een loterijvorm waarbij de deelnemers zelf de nummers mogen bepalen. Het spel is bedacht door Lothar Lammers uit Duitsland.
Lotto is bekend vanwege de genummerde balletjes waar een aantal van worden getrokken. Zijn er veel overeenkomsten met de nummers die op het lottoformulier zijn aangegeven dan heeft men prijs.
Diverse Europese landen hebben elk hun eigen lottosysteem, bijvoorbeeld België, Duitsland, Italië, Nederland en het Verenigd Koninkrijk, die onderling iets van elkaar afwijken.
In Nederland begon het Lotto-spel in 1972, waarbij vijf nummers geraden moesten worden, beginnend bij de nummers 1 tot en met 41. Twee jaar later, in 1974, kwam daar een zesde bij, nog steeds van 1 tot en met 41 nummers. Vanaf 1996 tot anno 2024 moeten er nog steeds zes nummers geraden worden, van 1 tot en met 45. Bij deze laatste blijft het spel tot op heden grotendeels ongewijzigd. Opgemerkt wordt dat het Lotto-spel in deze tussenperiode (van 50 jaar) spelvarianten toevoegt, altijd gebaseerd op de matrix 6/45. (In 1996 onderging ook het Toto (Lotto) een verandering).
Tot september 2011 werd er met 42 nummers gespeeld in België. In Duitsland heeft men de keuze uit de nummers 1 tot en met 49. In de jaren 80 en 90 werd er in Nederland nog met 41 getallen gespeeld en was de uitslag wekelijks (en een keer per maand op woensdag) live op televisie. De 'zwarte lotto' was toen ook populair, maar illegaal. Overigens is er nooit een geval bekend geworden waarbij een winnaar van de zwarte lotto zijn prijzengeld niet zou hebben gekregen.
In onder andere de Belgische lotto worden er zeven balletjes (nummers) getrokken. Wie de eerste zes juist heeft, wint de hoofdprijs. Wie vijf van de eerste zes nummers juist heeft plus het "bonusnummer" (het zevende getrokken balletje) wint een kleinere, tweede prijs. Nog kleinere prijzen zijn er voor 7 rangen (de derde prijs, vijf nummers correct tot de laagste prijs voor een nummer + bonusnummer correct) (vanaf 26 mei 2018).
Ook in Nederland worden er zeven balletjes (nummers) getrokken (incl. reservegetal). Dit is sinds 11 november 2017 het geval. Zie onderstaande tabel met de winstverdeling.
In Nederland zijn de merken van de organisatie De Lotto (Stichting De Nationale Sporttotalisator): Lotto, Lotto 4\5, Lucky Day, Toto (onder meer de voetbaltoto; inclusief Toto-13 en Millions League) en Krasloten én voor wat betreft deelname in Nederland: Eurojackpot. In 2016 fuseerde de Lotto met de Staatsloterij onder de naam Nederlandse Loterij.

## Kans op winst

### Gemiddelde uitkeringspercentage
Het gemiddelde uitkeringspercentage op lange termijn is bij de meeste lotto-spelen ongeveer 50% van de inzet, omdat de organisatie ongeveer de helft van de inzet uitbetaalt als prijs.

### Kans op de hoofdprijs
In het algemeen is de kans op de hoofdprijs als er {\displaystyle n} nummers zijn waaruit er {\displaystyle k} worden getrokken:
{\displaystyle kans={k \choose n}={\frac {k!(n-k)!}{n!}}}

### Belgische lotto
Vanaf oktober 2011 gebruikt de Belgische lotto 45 balletjes in plaats van 42 balletjes. De kans om de Belgische lotto te winnen (6 juiste nummers) met 45 balletjes is {\displaystyle {\frac {1}{45 \choose 6}}={\frac {1}{8.145.060}}}

### Nederlandse Lotto
Voor de Lotto op zaterdag kiezen de lottospelers zes nummers uit 45 nummers.
De kans op 6 juiste nummers is eveneens {\displaystyle {\frac {1}{45 \choose 6}}={\frac {1}{8.145.060}}}

## Prijzenpakketten en spelregels Nederlandse lotto

### Lotto op zaterdag
Vanaf 5 november 2017:
De matrix is 6/45. Er worden dus 6 nummers (en een reservegetal) getrokken uit een set van 45 nummers. De deelnameprijs per voorspelling of lot bedraagt 2 euro. De minimum jackpot bedraagt 2.500.000 euro en als deze niet wordt uitgekeerd stijgt deze telkens bij de volgende trekking. De stijging van de jackpot is afhankelijk van de trekkingsomzet. De jackpot valt als iemand 6 nummers goed heeft.
Als extra is er een bijkomende trekking: de Lotto XL trekking. Aan deze trekking is mee te spelen door een extra euro deelname per lot. Hierbij wordt meegespeeld met de reeds gekozen nummers van de eerste trekking.
Op elke laatste zaterdag van de maand, Super Zaterdag, vindt een dubbele Lotto-trekking plaats. Op Super Zaterdag vinden er dus twee trekkingen plaats met van elk dezelfde winkansen en bedragen als bij de enkelvoudige Lotto-trekking. Daarnaast vinden er ook twee Lotto XL trekkingen plaats. Tevens is er de kans op het winnen van extra prijzen, bijvoorbeeld een vakantiereis of een groot geldbedrag.
De onderstaande tabel is ook van toepassing voor de Lotto XL trekking met uitzondering van: de minimum jackpot bedraagt 1.000.000 euro; de prijs van rang 4 bedraagt 25 euro, de prijs van rang 5 bedraagt 15 euro, de prijs van rang 6 bedraagt 10 euro, de prijs van rang 7 bedraagt 5 euro, de prijs van rang 8 bedraagt 2 euro, de prijs van rang 9 bedraagt 1 euro. De bedragen komen hierbij bovenop die uit de normale Lotto-trekking.
Op langere termijn zou er volgens De Lotto ongeveer 50% van de omzet worden verdeeld onder de winnaars. In de praktijk ligt dit percentage iets lager.
| Rang              | Bedrag               | Vereiste                  | 1 Kans op ? (1) | % aantal winnende combinaties (1) |
| ----------------- | -------------------- | ------------------------- | --------------- | --------------------------------- |
| 1 = Lotto Jackpot | € 2.500.000 (*) (**) | 6 nummers                 | 8.145.060       | 0,000012%                         |
| 2                 | € 25.000             | 5 nummers en reservegetal | 1.357.510       | 0,000074%                         |
| 3                 | € 1.000              | 5 nummers                 | 35.724          | 0,0028%                           |
| 4                 | € 50                 | 4 nummers en reservegetal | 14.290          | 0,0070%                           |
| 5                 | € 20                 | 4 nummers                 | 772             | 0,13%                             |
| 6                 | € 10                 | 3 nummers en reservegetal | 579             | 0,17%                             |
| 7                 | € 7,50               | 3 nummers                 | 48              | 2,07%                             |
| 8                 | € 5                  | 2 nummers en reservegetal | 64              | 1,55%                             |
| 9                 | € 2 (***)            | 2 nummers                 | 7,4             | 13,59%                            |
| Globaal           |                      |                           | 5,7             | 17,52%                            |

* Lotto Jackpot is minimaal 2.500.000 euro en wordt telkens verhoogd indien niet gevallen.

** De jackpot wordt gedeeld door het aantal winnaars. De andere winnaars krijgen een vaste prijs.

*** Speltegoed.

(1) per voorspelling of lot van 2 euro.

### Cijferspel
Dit spel is vervallen per 11 november 2017.
Cijferspel was een extra spel, speciaal voor lottospelers. Op hun Lotto-lot staan zes getallen. Bij de trekking werden er zes getallen getrokken, waarbij de volgorde van belang was. Als een speler één of meerdere getallen goed had, konden ze deze prijzen innen:
| Bedrag    | Eindcijfers goed |
| --------- | ---------------- |
| € 200.000 | 6                |
| € 5.000   | 5                |
| € 450     | 4                |
| € 50      | 3                |
| € 5       | 2                |
| € 1       | 1                |

### Dagelijkse Lotto
Van september 2006 tot maart 2009 was Lucky Day vervangen door De Dagelijkse Lotto. Bij De Dagelijkse Lotto werden niet 6 (of 7) getallen getrokken, maar 39 (uit 45). Het ging er voor de deelnemer om wanneer, dus bij het hoeveelste getrokken getal, het geselecteerde rijtje compleet was. Had je zes getallen goed na zes getrokken getallen, dan kreeg je de hoofdprijs; waren je geselecteerde getallen allemaal getrokken bij het zevende getrokken nummer, dan kreeg je een kleinere prijs enzovoort.

### Lotto 4/5
Nadat Lotto het spel Lucky Day (voormalig Lucky Ten) had gestopt en was begonnen met de Dagelijkse Lotto is het spel lotto 4/5 gestopt. Vanaf juni 2007 is het echter weer opnieuw ingevoerd. In plaats van de gebruikelijke 6 getallen kan men 4 of 5 getallen invullen en zelf
de inleg bepalen. Lotto 4/5 kan alleen op zaterdag gespeeld worden. Over het algemeen is de kans op een gemiddelde prijs (€ 30 - € 800) iets groter bij Lotto 4/5 dan bij de normale lotto. Bij lotto 4/5 kunnen geen kleine prijsjes of enorme 'miljoenenprijzen' gewonnen worden.
Mogelijke prijzen bij 5 getallen en bij 4 getallen: Alle 6 getrokken getallen op zaterdag doen mee en de minimale inleg is € 1,50 per rijtje. De maximale inleg is € 25 per rijtje.
| Aantal getrokken ballen: 6 | Prijzen bij Lotto 4/5 |
| -------------------------- | --------------------- |
| 5 goed en 5 ingevuld       | 8000 keer de inleg    |
| 4 goed en 5 ingevuld       | 400 keer de inleg     |
| 3 goed en 5 ingevuld       | 20 keer de inleg      |

| Aantal getrokken ballen: 6 | Prijzen bij Lotto 4/5 |
| -------------------------- | --------------------- |
| 4 goed en 4 ingevuld       | 2000 keer de inleg    |
| 3 goed en 4 ingevuld       | 50 keer de inleg      |

### Kansspelbelasting
De hier en in de werving genoemde prijzen zijn brutoprijzen. Bij prijzen groter dan € 449 wordt in Nederland 34,2% kansspelbelasting.